# 덴마크 세습 왕자 크누드
덴마크 세습 왕자 크누드(Knud, Hereditary Prince of Denmark, 1900년 7월 27일 ~ 1976년 6월 14일)는 덴마크의 왕족으로, 크리스티안 10세와 알렉산드리네 왕비의 아들이다.
1947년부터 1953년까지 그는 형 프레데리크 9세의 후계자로 추정되며, 1972년 1월 그가 사망한 후 그의 뒤를 이어 왕위에 올랐을 것이다.